# Nanunanu-i-Ra
Nanunanu-i-Ra of Nananu-i-Ra is een eiland in de Viti Levugroep in Fiji. Het is ongeveer 5 km2. Het ligt twee kilometer ten noorden van Viti Levu, aan hetzelfde koraalrif als Nanunanu-i-Cake, waar het zo’n 100 meter van gescheiden is. Het hoogste punt meet 180 meter.
Het eiland is bewoond door circa 100 mensen, die voornamelijk van schapenteelt en visserij leven.
Volgens de Fijische mythologie is Nanunaru-i-Ra het vertrekpunt van de ziel van de overledenen naar het hiernamaals.